# ポール・シューマン
ポール・シューマン   (Paul Schumann、生没年不詳) はアメリカ合衆国の俳優。

## 映画
- 忍者部隊月光 (1964年,  土屋啓之助監督,  東映) - ローゼンハイマー
- ザ・ガードマン　東京用心棒  (1965年,  井上昭監督,  大映) -  アル・ネルソン
- 陸軍中野学校　竜三号指令  (1967年,  田中徳三監督, 大映) - スタイナー

| スタブアイコン | サブスタブ | この項目は、まだ閲覧者の調べものの参照としては役立たない、俳優（男優・女優）に関連した書きかけの項目です。この項目を加筆・訂正などしてくださる協力者を求めています（P:映画/PJ芸能人）。 |